# Lhotsko
Lhotsko ist eine Gemeinde in Tschechien. Sie liegt drei Kilometer östlich von Vizovice und gehört zum Okres Zlín.

## Geographie
Lhotsko erstreckt sich am nördlichen Fuße des Hauptkammes des Wisowitzer Berglandes im Tal eines linken Zuflusses der Bratřejovka. Nordöstlich erheben sich die Lipůvky (489 m) und Tanečnice (601 m), im Osten der Vrch dráhy (416 m), Svéradov (737 m) und Klášťov (753 m), südöstlich die Rovně (708 m), Papradná (603 m) und Suchý vrch (693 m), im Süden der Ostrý vrch (537 m), die Spálené vrchy (586 m) und Doubrava (676 m) sowie südwestlich der Medvědí (391 m) und die Janova hora (496 m). Durch Lhotsko führt die Staatsstraße I/49 zwischen Valašská Polanka und Vizovice.
Nachbarorte sind Kamenec, Lutonina und Za Hájem im Norden, Ublo und Bratřejov im Nordosten, Na Chrámečném im Osten, Ploština, Skalice, Drnovice und Vysoké Pole im Südosten, Újezd, Na Jamách und Loučka im Süden, Hrušov, Medvědí und Lázně im Südwesten sowie Vizovice im Nordwesten.

## Geschichte
Die erste schriftliche Erwähnung des wüsten Dorfes Lhota erfolgte 1549 in der Landtafel, als Zigmund Kuna von Kunstadt die Güter des erloschenen Klosters Smilheim an Wenzel von Boskowitz überschrieb. Im Jahre 1578 wurde Lhota letztmals als wüst bezeichnet, danach erfolgte unter Zdeněk Kavka von Říčany die Wiederbesiedlung des Dorfes. 1585 bestand Lhota aus 14 Anwesen, darunter einer Vogtei. Während des Dreißigjährigen Krieges wurde das Dorf zweimal niedergebrannt. Zu den nachfolgenden Grundherren gehörten u. a. Emerich Dóczy de Nagy Lucsie, Prokop Graf von Gollen, Marie Anna Minckwitz von Minckwitzburg, Hermann Hemilton von Blümegg und Philipp Stillfried-Rattonitz. Die Bewohner lebten von der Landwirtschaft und der Schafzucht. Ab 1846 wurde der Ort als Lhotsko bzw. Lhotka bezeichnet. Bis zur Mitte des 19. Jahrhunderts blieb das Dorf immer zur Herrschaft Wisowitz untertänig.
Nach der Aufhebung der Patrimonialherrschaften bildete Lhotsko ab 1850 eine Gemeinde in der Bezirkshauptmannschaft Uherský Brod. Ab 1855 gehörte die Gemeinde zum Bezirk Vizovice und ab 1868 zum Bezirk Holešov. Auch im 20. Jahrhundert wahrte Lhotsko seinen rein landwirtschaftlichen Charakter. Industriebetriebe bestanden keine, auch gab es so gut wie keine Handwerksfirmen. Im dienstleistenden Gewerbe waren der Dorfladen und das Gasthaus die einzigen Unternehmungen. Zwischen den beiden Weltkriegen suchte deshalb ein Teil der Bewohner Arbeit in auswärtigen Betrieben, insbesondere bei Baťa in Zlín. 1935 wurde Lhotsko dem Bezirk Zlín zugeordnet. Die Elektrifizierung des Dorfes erfolgte erst 1938. Ab 1949 gehörte Lhotsko zum Okres Gottwaldov-okolí und ab 1960 wieder zum Okres Gottwaldov, der seit 1990 wieder den Namen Okres Zlín erhielt. Zwischen 1976 und 1990 war Lhotsko nach Vizovice eingemeindet. Seit 1999 führt Lhotsko ein Wappen und Banner. Am 1. Januar 2003 hatte das Dorf 243 Einwohner.

## Ortsgliederung
Für die Gemeinde Lhotsko sind keine Ortsteile ausgewiesen.

## Sehenswürdigkeiten
- steinernes Wegekreuz
- Klášťov, höchster Berg der Vizovická vrchovina, mit Burgstall